# ستروپ (ستاره)
ستروپ (ستاره) یک ستاره است که در صورت فلکی ثور قرار دارد.